# Battaglia di Harran
La battaglia di Harran si svolse nel maggio 1104 presso Harran (l'antica Carre) tra gli eserciti crociati dei Franchi ed i turchi che reggevano la fortezza.
L'atto di belligeranza fu conseguenza della fine delle diatribe tra il principe Soqman di Mardin e Jerkemish reggente di Mosul, che unirono le proprie forze nel tentativo di riconquistare la città di Edessa, a quell'epoca retta da Baldovino II di Gerusalemme che avuto notizia dei movimenti nemici chiese aiuto a due capitani crociati come Joscelin de Courtenay e Boemondo I d'Antiochia. In prossimità di Harran (l'antica Carre dove Crasso era stato battuto) gli eserciti crociati si riunirono in un unico apparato, accompagnato dall'arcivescovo Benedetto di Edessa e furono raggiunti anche dall'esercito di Antiochia capeggiato da Boemondo, Tancredi d'Altavilla, dal patriarca Bernardo e dall'ex patriarca di Gerusalemme, Daimberto.

## La sfumata conquista
Il successivo ritardo nell'attacco alla fortezza è imputato alla convinzione dei capi di poter facilmente avere la meglio sui turchi, foraggiate dalla disponibilità dei difensori a trattare la resa, ma soprattutto dalla disputa tra Baldovino e Boemondo su chi per primo dovesse alzare il proprio stendardo sulla fortezza. Questo stallo permise all'esercito turco di annullare il ritardo nell'operazione e di piombare sui crociati prima che questi potessero aiutarsi con le fortificazioni di Harran.

## La battaglia
I comandanti di entrambi gli eserciti intendevano utilizzare la medesima strategia che prevedeva una grossa riserva di uomini da utilizzare per un attacco a sorpresa ma nell'evidente equilibrio di strategia ebbero la meglio i Turchi che dapprima attaccarono lo schieramento nemico sulla destra e poi si ritirarono inseguiti facendo cadere le truppe di Edessa nel tranello presso il guado del fiume Balikh.
Boemondo, a capo delle truppe di Antiochia, dopo aver sconfitto il reparto che gli si era opposto, davanti alla fuga disordinata delle truppe di Edessa, fece arretrare le proprie truppe con ordine, senza riuscire a limitare le perdite degli uomini di Baldovino di Bourcq, che in ben pochi riuscirono a tornare dalla battaglia. Baldovino, Joscelin e l'arcivescovo Benedetto di Edessa caddero prigionieri. L'arcivescovo venne liberato quasi subito grazie a un contrattacco degli Antiocheni, mentre gli altri due condottieri rimasero a lungo prigionieri dei turchi. Boemondo e Tancredi si ritirarono con le loro truppe ad Edessa, dove organizzarono subito le difese per un assalto turco, che ritenevano imminente. Tancredi stesso, dietro supplica, prese la reggenza della città rimasta orfana del proprio conte Baldovino.
Le antiche rivalità tra Jerkemish e Soqman si riacutizzarono al momento della spartizione del bottino di guerra.

## Conseguenze
La sconfitta dei crociati a Ḥarrān, assommata alle vicissitudini nella vecchia Europa, contribuì a minare il mito dell'invincibilità dei Franchi nato nel corso della Prima Crociata.
L'Impero bizantino approfittò della sconfitta per imporre le sue rivendicazioni su Antiochia, e riconquistare Laodicea e parti della Cilicia.
Molte delle cittadine governate da Antiochia si rivoltarono e furono rioccupate dalle forze musulmane da Aleppo.
Si rivoltarono anche i territori armeni in favore di Bisanzio o dell'Armenia.
Questi eventi indussero Boemondo a tornare in Italia per reclutare altre truppe, lasciando suo cugino Tancredi anche come reggente di Antiochia.
Guglielmo di Tiro scrisse che non ci fu battaglia più disastrosa di questa, eppure i danni per Antiochia furono tutto sommato limitati, dal momento che il Principato normanno seppe riprendersi già l'anno successivo, nonostante la sconfitta di Boemondo a Durazzo avesse consentito all'imperatore bizantino Alessio I Comneno (1081-1118) di imporre all'Altavilla il Trattato di Devol, che avrebbe reso Antiochia un'entità vassalla dell'Impero se Tancredi lo avesse accettato. A infliggere un colpo davvero devastante ad Antiochia sarebbe stata più tardi la Battaglia dell'Ager Sanguinis nel 1119 (alle cui conseguenze comunque le fortunate campagne del principe Raimondo di Poitiers e dello stesso Baldovino di Bourcq, ormai re di Gerusalemme, seppero porre in gran parte rimedio);
Edessa invece non recuperò mai più il suo peso politico, economico e militare, pure sopravvivendo fino al 1144, grazie essenzialmente alle divisioni tra i musulmani.